# Пауни (язык)
Пауни (также: поуни, пони) — язык индейцев пауни, относится к северным каддоанским языкам. Исторически, пауни проживали вдоль реки Платт, на территории современной Небраски. В конце XX века на языке пауни говорило лишь несколько пожилых людей на севере штата Оклахома. Ethnologue сообщал о 20 носителях на 1997 год. В 2001 году умерла последняя носительница языка пауни, Нора Лула Пратт.
Выделяют 2 основных диалекта пауни: южной группы и скири (скиди), различия между ними заключаются главным образом в фонетике и лексике. Полисинтетический строй. Наиболее близкородственен языку арикара, однако не взаимопонимаем носителями этих языков.

## Фонология
Имеется 4 кратких и 4 долгих гласных звука: i/iː, u/uː, e/eː, a/aː.
Согласные языка пауни:
|               | Губно-губные | Альвеолярные | Заднеязычные | Глоттальные |
| ------------- | ------------ | ------------ | ------------ | ----------- |
| Смычка        | p            | t            | k            | (ʔ)         |
| Аффрикаты     |              | ts           |              |             |
| Ротические    |              | r            |              |             |
| Фрикативы     |              | s            |              | h           |
| Аппроксиманты |              |              | w            |             |